# العضلة المستعرضة الصدرية
العضلة المستعرضة الصدرية أو المثلث القصي (بالإنجليزية: transversus thoracis muscle)‏، هي عضلة تقع داخل القفص الصدري من الأمام. وهي عبارة عن طبقة رقيقة من الألياف العضلية والوترية، ولكن عند الأفراد الرياضيين يمكن أن تكون عبارة عن "لوح لحمي" سميك، تبطن السطح الداخلي للجدار الأمامي للصدر. وهي موجودة في نفس المستوى الذي توجد بها العضلات تحت الضلعية والعضلات الوربية العمقى .

## البنية
تمتد على كلا الجانبين من الثلث السفلي من السطح الخلفي لجسم القص، السطح الخلفي للناتئ الرهابي ومن الأطراف القصية للغضاريف الضلعية للأضلاع الثلاثة أو الأربعة الحقيقية السفلى.
وتتشعب أليافها للأعلى وعلى الجانبين، لتنغرز في الحدود السفلية والأسطح الداخلية لغضاريف الضلع الثاني إلى السادس.
تتجه الألياف السفلية لهذه العضلة في اتجاه أفقي وتتصل مع عضلات البطن المستعرضة، بينما الألياف الوسطى تكون مائلة والعليا عامودية تقريبا.
يتم تغذية هذه العضلة عن طريق الذراع الأمامي للأعصاب الشوكية الصدرية (الأعصاب الوربية).

## وظيفتها
هي عضلة ذات تأثير ضعيف وشبه معدوم، لكنها تفصل القفص الصدري عن غشاء الجنب الجداري . كما أنه يضغط على الأضلاع ويثبتها.
يساعد انقباض هذه العضلة على الزفير المتعمد عند الجهد، عن طريق تقليل القطر العرضي للقفص الصدري.

## صور إضافية

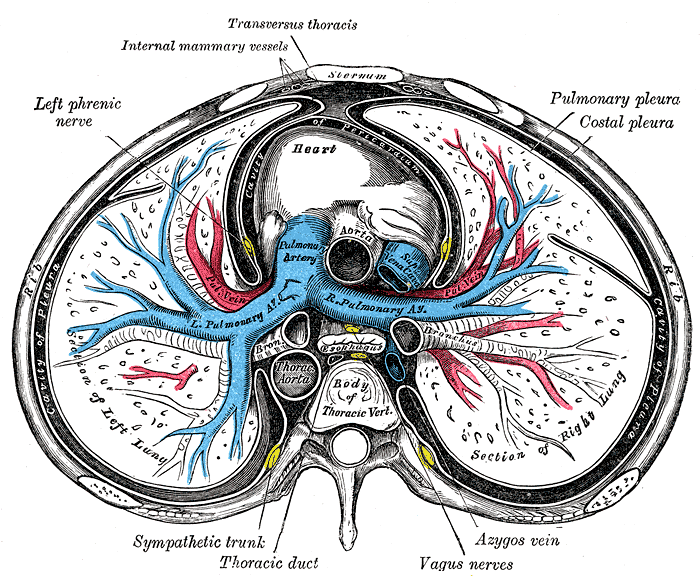
مقطع عرضي للصدر، يظهر التراكيب المجاورة للشريان الرئوي.
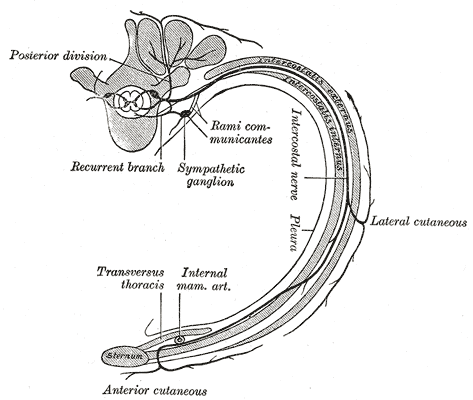
صورة للمسار النموذجي للعصب الوربي وتفريعاته

## روابط خارجية
- صور تشريحية:18:05-0104 في مركز داونستيت الطبي التابع لجامعة نيويورك - "Thoracic Wall: Removal of Intercostal Muscles"
- درسٌ تشريحي حول thoraxmuscles مُعدٌ بواسطة ويسلي نورمان (جامعة جورجتاون).

1. ↑  نموذج تأسيسي في التشريح، QID:Q1406710